# Morti nel 44 a.C.
| Questa pagina contiene informazioni ricavate automaticamente dalle voci biografiche con l'ausilio del template Bio e di un bot. L'aggiornamento è periodico e automatico e ricostruisce completamente la pagina. Se manca una persona in questa lista, sei pregato di non aggiungerla, ma accertati piuttosto che la sua voce biografica contenga il template Bio e che i dati anagrafici siano correttamente compilati. Se il template Bio manca, inseriscilo tu stesso o, in alternativa, metti l'avviso {{tmp\|Bio}} che ne segnala la mancanza. Se i dati riportati sono sbagliati, correggi direttamente la voce biografica; le modifiche saranno visibili in questa lista entro pochi giorni. Per chiarimenti vedi il progetto biografie. La lista contiene solo le 7 persone che sono citate nell'enciclopedia e per le quali è stato implementato correttamente il template Bio. Pagina aggiornata al 18 lug 2025. |

- 15 marzo - Gaio Giulio Cesare, politico, generale e scrittore romano (n. 101 a.C.)
- 20 marzo - Gaio Elvio Cinna, poeta romano
- Antipatro di Tiro, filosofo greco antico
- Burebista, re dacico
- Publio Servilio Vatia Isaurico, politico e militare romano
- Publio Sittio, militare e mercenario romano
- Tolomeo XIV, sovrano egizio